# Голубые сыры

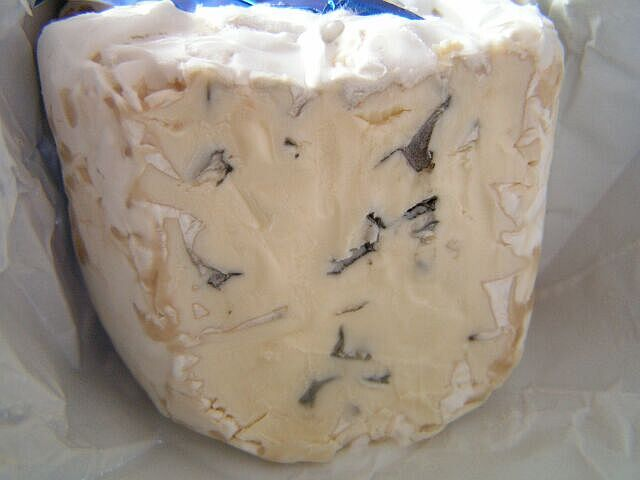
La Roche

Голубые сыры — группа сыров, имеющая зелено-голубоватый цвет сырной массы, который ей придаёт грибница благородной плесени (специальные виды плесени рода Penicillium, например Penicillium roqueforti или Penicillium glaucum).

## Изготовление
Для приготовления этих сыров творожную массу перед созреванием засевают спорами плесени и длинными иглами или иными способами проделывают воздушные каналы внутри сырной массы. Воздух даёт возможность голубой плесени развиться внутри сыра.
Плесень придаёт таким сырам особый островатый аромат.

## История
По легенде, голубые сыры обязаны своим появлением на свет молодому пастуху, который при встрече со случайной незнакомкой так ею увлёкся, что забыл об обеде. Оставленный им в известковой пещере сыр оброс плесенью. Это печальное обстоятельство не помешало влюблённому впоследствии съесть с виду испорченный сыр и найти его вкус приятным.

## Сорта
Среди известных сыров этой группы — рокфор, горгонзола, камбоцола, данаблю, Фурм-д’Амбер, дорблю, стилтон, Сент-Агюр, Парсифаль, Бергадер, баварский голубой сыр.

## Данаблю
Впервые сыр Данаблю выпустили еще в 1915 году на датском острове Фюн. На тот момент в Дании производилось уже немало разновидностей голубых сыров, и рецепт нового продукта тщательно обдумывали более десяти лет. Только в конце тридцатых годов была выработана стратегия производства Данаблю, определены состав, жирность молока, способ внедрения в сырный круг благородной плесени. Для равномерного роста последней необходимо много кислорода, поэтому сыроделам приходится изощряться и проделывать в сыре много отверстий с помощью специальных стальных спиц. Только когда плесень Penicillium roqueforti изнутри сырного круга прорастёт наружу и станет видна на корочке, Данаблю готов. Обычно на вызревание уходит не меньше месяца. Остается лишь вымыть и просушить сырные головки.

## Сыр Кабраль (queso de Cabrales)
Голубой сыр в ремесленной традиции фермеров на севере Испании. Всё молоко, используемое в производстве Кабраля, должно быть исключительно из стад в горной местности провинции Астурии.

## Горгондзола
Один из наиболее известных итальянских сыров, отличающийся характерным островатым вкусом. Родиной сыра является Ломбардия, главное производство сыра сосредоточено в окрестностях Милана, Новары, Комо, Павии. Происхождение сыра датируется средними веками. Название происходит от небольшого городка близ Милана.